# Masseube
Masseube (gaskonsko Masseuva) je naselje in občina v južnem francoskem departmaju Gers regije Jug-Pireneji. Leta 2008 je naselje imelo 1.594 prebivalcev.

## Geografija
Naselje leži v pokrajini Gaskonji ob reki Gers, 26 km južno od Aucha.

## Uprava
Masseube je sedež istoimenskega kantona, v katerega so poleg njegove vključene še občine Arrouède, Aujan-Mournède, Aussos, Bellegarde, Bézues-Bajon, Cabas-Loumassès, Chélan, Cuélas, Esclassan-Labastide, Lalanne-Arqué, Lourties-Monbrun, Manent-Montané, Monbardon, Monlaur-Bernet, Mont-d'Astarac, Monties, Panassac, Ponsan-Soubiran, Saint-Arroman, Saint-Blancard, Samaran, Sarcos in Sère s 4.461 prebivalci.
Kanton Masseube je sestavni del okrožja Mirande.

## Zanimivosti
Naselbina je bila ustanovljena leta 1274 kot srednjeveška bastida.
- cerkev sv. Krištofa iz konca 13. stoletja, obnovljena v 19. stoletju.